# 파주 서곡리 고려벽화 묘
파주 서곡리 고려벽화묘(坡州 瑞谷里 高麗壁畵 墓)는 대한민국 경기도 파주시 진동면 서곡리 산112에 있는, 고려시대의 벽화 묘이다. 2001년 12월 21일 파주시의 향토문화유산 제16호로 지정되었다.

## 개요
고려시대의 벽화가 그려진 고려벽화묘로 진동면 서곡리 산 112에 위치하고 있다. 이 분묘는 청주 한씨 종중에서 수호해 오던 중 도굴분으로 신고되어 1991년 문화재연구소에서 발굴 조사를 실시하던 과정에서 내부에 벽화가 그려진 벽화묘임이 밝혀지게 되었다. 
이 묘역에는 내부 석곽의 동·서·북 3벽 내면과 문비석 내면에 각각 인물상이 그려져 있고 천장석 중앙에는 성진도(星辰圖)가 그려져 있다. 벽화의 배치를 보면, 동·서벽 내면에는 입구 가까이에서 북벽 쪽을 향하여 각각 26cm의 간격을 두고 5명의 인물상을 일렬로 그렸다. 맨 앞쪽 북벽 가까이의 동·서벽면의 인물상은 정좌상이고 나머지 인물상은 모두 입상이다. 또 북벽면과 문비석 내면 중앙에도 각각1명의 인물 정좌상을 그렸다. 천장의 성진도는 가로로 놓은 천장석 3매중 중앙에 놓인 천장석 내면에 그려져 있다. 벽화는 돌 벽면에 음각선으로 인물상의 윤곽을 잡고 그 위에 묵선을 그어 그렸다. 얼굴의 세부와 손에 쥔 홀(笏), 넓은 소매의 주름등은 잘 다듬은 돌 벽면에 직접 묵선으로 그렸다. 머리에 쓴 책(책)과 흡사한 관모(冠帽)와 코, 입술, 볼등과 긴 옷고름, 허리에 맨 넓은 띠 등은 먹선으로 밑그림을 그린 다음 붉은 색으로 채색하였다. 그러나 벽화는 침수 때문에 묵선, 채색 등이 거의 씻겨져 대부분 분명하지 않고, 북벽의 인물 정좌상과 동·서 벽면의 입구 가까이에 그린 인물입상 및 천장의 성진도만이 온전히 남아 있다. 
최근 이 묘는 분묘에서 출토된 묘지석을 근거로 안동권씨 종중에서 권준의 묘소로 주장 결국 법정 소송이이루어져 분묘기지권이 안동권씨에 있다고 판결되어 피장자가 바뀌는 현상이 벌어지기도 했다.